# Arpin, Wisconsin
Arpin là một làng thuộc quận Wood, tiểu bang Wisconsin, Hoa Kỳ. Năm 2006, dân số của làng này là 337 người.